# Battaglia di capo Kaliakra
La battaglia capo Kaliakra fu l'ultimo scontro combattuto nel corso della guerra russo-turca (1787-1792) tra le forze dell'Impero russo e quelle dell'Impero ottomano. Essa ebbe luogo l'11 agosto 1791 presso le coste di capo Kaliakra, Bulgaria, nel Mar Nero. Nessuna delle due parti perse alcuna nave, ma gli ottomani vennero costretti a ritirarsi verso Istanbul dopo la sconfitta.

## La battaglia
la flotta russa al comando dell'ammiraglio Fëdor Ušakov, composta da 15 navi da battaglia e da 2 fregate (990 cannoni), e da diverse piccole imbarcazioni salpò dal porto di Sebastopoli l'8 agosto 1791 ed incontrò la flotta ottomano-algerina al comando di Giritli Hüseyin Pasha di 18 navi da guerra e 17 fregate (1,500–1,600 cannoni) e diverse piccole imbarcazioni alla fonda poco a su di capo Kaliakra. Ušakov salpò, in tre colonne, da nordest, tra gli ottomani ed il capo, nonostante la presenza di diversi cannoni in loco.
L'ammiraglio Said Ali, comandante delle navi algerine, levò l'ancora e salpò ad est, seguito da Hussein Pasha con le sue 18 navi da guerra. I russi si voltarono dunque a sud del parallelo est-sudest e formarono una nuova linea, con Ušakov in terza posizione e una nave fuori linea. Said Ali, alla guida della sua linea, si girò verso nord nel tentativo di doppiare i russi, ma Ušakov lo attaccò prima della sua mossa così come il resto della flotta russa. Alle 16:45 gradualmente i turchi iniziarono a ritirarsi e verso le 20:30 erano in piena ritirata verso Istanbul. Le perdite dei russi ammontarono a circa 17 morti e 28 feriti con danni solo alla fregata Aleksandr Nevskij. Le perdite degli ottomani sono ad oggi sconosciute, ma si sa che le loro navi furono pesantemente danneggiate.

## Navi coinvolte

### Impero russo
- Roždestvo Christovo 84 (ammiraglia)
- Ioann Predtecha 74
- Maria Magdalina 66
- Preobraženie Gospodne 66
- Pavel 66
- Vladimir 66
- Leontij Mučenik 62
- Aleksandr Nevskij' 50
- Andrej Pervozvannyj 50
- Nikolaj 50
- Fëdor Stratilat 46
- Ioann Bogoslov 46
- Navarchia Voznesenie Gospodne 46
- Pëtr 46
- Tsar Konstantin 46
- Fanagoria 40
- Makropolea Sv. Mark Evangelist 36
- Roždestvo Christovo (nave bombardiera)
- Ieronim (San Girolamo) (nave bombardiera)
- Panagia Apotumengana (nave corsara) 14
- 16 navi corsare

### Impero ottomano

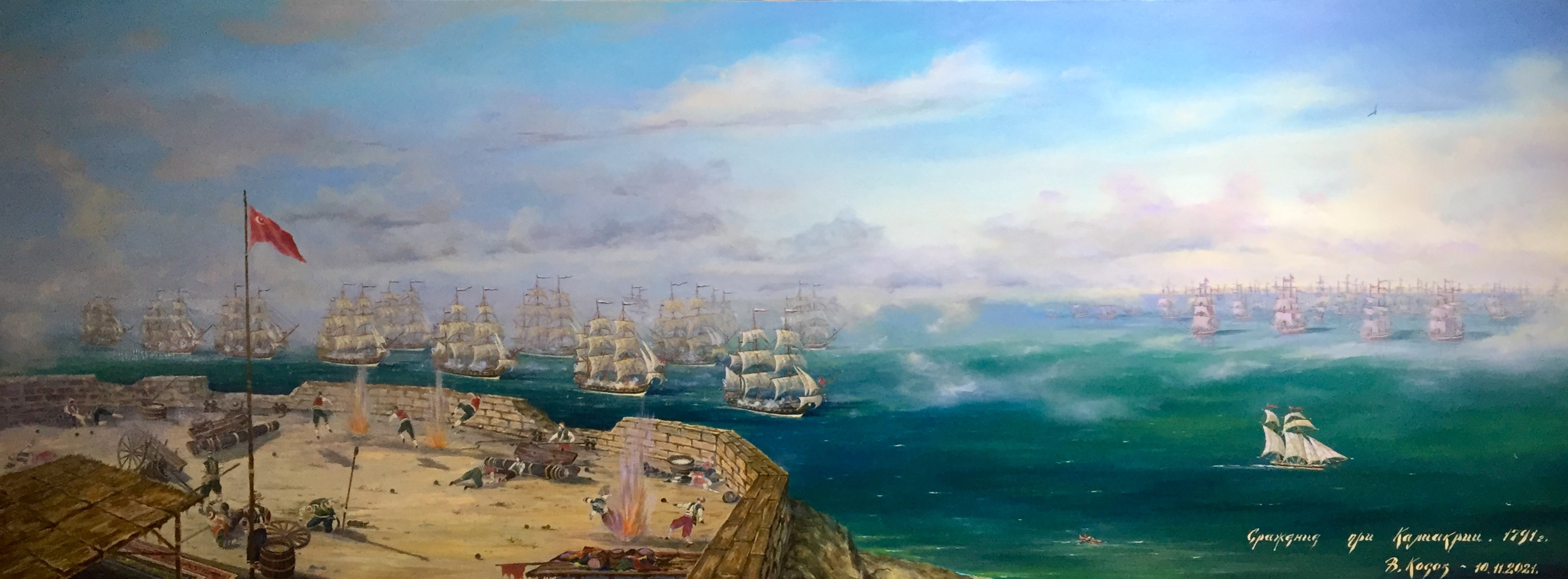
Battaglia di Kaliakria. FF Ushakov 1791.

30 000 Sıpahi
12 000 Yeniçeri

## Conseguenze
La battaglia pose fine alla guerra russo-turca che terminò con la firma del Trattato di Iași.
Le tattiche usate da Ušakov furono essenzialmente frutto dell'innovazione russa nella marina militare di quegli anni. Simili manovre vennero usate anche dall'ammiraglio Nelson nella Battaglia di Abukir del 1798 e nella Battaglia di Trafalgar del 1805.
Per la vittoria di Capo Kaliakra, l'ammiraglio Ušakov ottenne l'Ordine di Sant'Aleksandr Nevskij.